# Clãs da Lua Alfa
Clãs da Lua Alfa (em inglês:  Clans of the Alphane Moon) é um romance de ficção científica publicado por Philip K. Dick em 1964. É baseado em seu conto Shell Game, publicado originalmente em 1954 na revista Galaxy Science Fiction.